# 타슈카 위트코
타슝케 위트코(라코타어: Tȟašúŋke Witkó, 1840년 경 ~ 1877년 9월 5일) 또는 의역 통칭 크레이지 호스(영어: Crazy Horse)는 미국군대에 맞서 라코타족의 전통과 생존을 지키려고 싸운 전쟁지도자다. 그의 이름을 한국어로 직역하면 '그의 말[馬]은 미쳤다'가 된다. 헤하카 사파와는 6촌 사이다.
리틀빅혼 전투에서 시팅 불과 연합해 미군과 싸워 승리를 거두었다. 그러나 그 뒤로 미군에게 쫓기게 되었고 결국 이듬해인 1877년 9월 5일에 죽임을 당했다.

## 관련 저서
- Kingsley M. Bray, 《Crazy Horse: A Lakota Life》, University of Oklahoma Press, 2008
- Edward Clown 가족 및 William Matson, 《Crazy Horse: The Lakota Warrior's Life & Legacy》, Gibbs Smith, 2016(양장)/2021(반양장)